# New Empire, Vol. 2
New Empire, Vol. 2 —en español: Nuevo Imperio, Vol. 2— es el séptimo álbum de la banda estadounidense de rap rock, Hollywood Undead. Fue lanzado el 4 de diciembre de 2020 a través de Dove & Grenade Media y BMG y fue producido por Matt Good. El álbum es la continuación del sexto álbum del grupo, New Empire, Vol. 1 (2020).

## Promoción
El 31 de julio, la banda lanzó el primer sencillo titulado "Idol" con Tech N9ne del seguimiento oficial no anunciado de New Empire, Vol. 1. El 18 de septiembre, la banda lanzó el segundo sencillo "Coming Home".
El 16 de octubre de 2020, la banda lanzó el tercer sencillo y la versión remix de la canción "Heart of a Champion" con Jacoby Shaddix de Papa Roach y Spencer Charnas de Ice Nine Kills junto con un video musical adjunto. Al mismo tiempo, la banda anunció el álbum en sí, la portada del álbum, la lista de canciones y la fecha de lanzamiento. El 13 de noviembre, tres semanas antes del lanzamiento del álbum, la banda lanzó el cuarto y último sencillo del álbum "Gonna Be OK".

## Lista de canciones
| New Empire, Vol. 2 track listing | |          |  |
| N.º                              | Título                                                                                              | Duración |  |
| 1.                               | «Medicate»                                                                                          | 3:09     |  |
| 2.                               | «Comin' Thru the Stereo» (con Hyro the Hero)                                                        | 3:26     |  |
| 3.                               | «Ghost Out»                                                                                         | 2:43     |  |
| 4.                               | «Gonna Be OK»                                                                                       | 2:54     |  |
| 5.                               | «Monsters» (con Killstation)                                                                        | 3:03     |  |
| 6.                               | «Idol» (con Tech N9ne)                                                                              | 4:07     |  |
| 7.                               | «Coming Home»                                                                                       | 3:13     |  |
| 8.                               | «Unholy»                                                                                            | 2:39     |  |
| 9.                               | «Worth It»                                                                                          | 3:01     |  |
| 10.                              | «Heart of a Champion» (remix; con Jacoby Shaddix de Papa Roach y Spencer Charnas de Ice Nine Kills) | 3:30     |  |

Bonus tracks
| Digital deluxe edition bonus tracks |                       |          |  |
| N.º                                 | Título                | Duración |  |
| 11.                                 | «Idol» (con Ghøstkid) | 4:07     |  |
| 12.                                 | «Idol» (con Kurt92)   | 4:07     |  |